# Ambasciata d'Italia a Seul
L'Ambasciata d'Italia a Seoul è la missione diplomatica della Repubblica Italiana nella Repubblica di Corea.
La sede dell'ambasciata si trova a Seul.